# Радио Стара Загора
Радио Стара Загора е първото радио в Южна България със седалище в Стара Загора.

## История и настояще
Историята на радиото започва на 13 декември 1927 година, а редовните емисии на Радио „Стара Загора“ започват на 21 май 1936 година и то остава единствената регионална радиостанция на територията на Южна България до 1955 година, когато започва излъчване Радио „Пловдив“. През 50-те години местната програма е около 3 часа дневно (сутрин, обед и вечер), в останалото време се препредава Втора програма на Радио „София“. През 50-те години радиото излъчва два пъти седмично предаване на турски език от Радио „София“, а от 1955 г. в програмата се включват и кратки новини от Студио Пловдив (днес БНР Радио Пловдив). От 1966 г. в ефир излиза модерният за времето си утринен музикално-информационен блок „Слушайте ни на вълна 245 метра“. Предаването е всеки ден без неделя от 7:00 до 8:00 ч. и включва новини, репортажи, забавна и народна музика. От 1 януари 1971 г. предаването се нарича „Добро утро, хора!“ и е всеки ден от 6 до 8 часа. От 1975 г. програмата на районната радиостанция става 4-часова (6 – 8 и 17 – 19 ч.), от 1989 г. – 6-часова (6 – 9 и 15 – 18 ч.). От 1958 г. директор на Радио „Стара Загора“ е Косьо Марков, след 1964 г. – Димитър Радев, след 1971 г. – Ганчо Проданов. От 1977 г. директор на радиото е Георги Киров, от 1981 г. – Георги Матев, от 1986 г. – Динко Динев, от 1992 г. – Любо Иванов, от 1993 г. – Деньо Христов, от 1997 г. – Любомир Чешмеджиев, а понастоящем – Здравко Георгиев.
Радиото е част от деветте регионални програми на Българското национално радио.
Радио „Стара Загора“, една от първите радиостанции на България, днес излъчва модерна 24-часова регионална информационно-музикална програма, като всеки четвъртък излъчва собствена програма на честотите на програма „Хоризонт“ – от 4:05 до 6:00 часа, в предаването „По първи петли“. Основната мисия на програмата е да бъде най-бързият и най-точен информационен източник в региона и затова акцент е поставен на новините на всеки кръгъл час, като обзорната новинарска емисия на радиото в делнични дни е в 19:00 часа. Всяка делнична сутрин от 6:00 до 10:00 се излъчва блоковата информационна програма „Репортер“, следобед от 13:00 ч. е предаването „60 минути повече“, следвано от „Час пик“ след 14:00 ч., а от 17:00 ч. е времето за „Спортен калейдоскоп“. През цялата седмица се излъчват различни музикални и тематични предавания. Култови са предаванията за народна музика: в събота – „От извор се песен лее“ от 12:20 до 15:00 часа, и в неделя – „Песен слънце буди“ от 6:00 до 8:00 часа, с прекъсване за сутрешния осведомителен бюлетин на БНР в 7:00 часа.
Радиото съхранява една от най-богатите музикални колекции в страната, наброяваща над 50000 заглавия в областта на народната музика, благодарение на звукозаписното си студио, в което в продължение на много години са записвали много певци, музиканти, оркестри и състави.
Радио „Стара Загора“ е известно с провеждането на детския национален песенен конкурс „Славейче“, основан през 1994 година, в който деца на различни възрасти пеят народни песни. В миналото наградата за отличените на всеки конкурс е била професионален звукозапис с оркестър. Конкурсът е по идея на водещата на предаването за българска народна музика „Пъстра броеница“ Здравка Димова (р. 1947 – поч. 2012) и с активното участие на музикалния редактор Кинка Ватева.
Предавателите, с които се излъчва програмата на Радио „Стара Загора“, са част от националната предавателна мрежа, разпространяваща програмите на Българското национално радио. Апаратно-студийният комплекс на радиостанцията е оборудван със съвременни модерни технологии за радио-производство. Състои се от две ефирни и две звукозаписни апаратни и студия. Радиостанцията разполага с мобилни радио-технически средства и специализирани автомобили за реализиране на звукозапис и излъчване на радиопредавания от мястото на събитието.
От 15 май 2009 г. програмата на Радио „Стара Загора“ се излъчва за Сливен и региона на честота 97.20 MHz, през октомври с. г. е включен и предавател за Свиленград и региона на честота 107.80 MHz с мощност 500 W, който обаче работи само няколко месеца. На 11 април 2011 г. излъчването на 107.80 MHz от връх Шейновец в Свиленгард се завръща в ефир с по-висока мощност от 1.0 kW. В периода 6 април – 31 юли 2010 година Радио „Стара Загора“ временно преустановява излъчването на програмата си в диапазона на средните вълни, което излъчване е от основаването на радиото, като съкращението е част от мерките за оптимизиране на разходите на Българското национално радио. На 7 април 2013 година, след 77 години в ефир, предавателят на средни вълни на Радио „Стара Загора“ с мощност 60 kW, излъчващ на честота 873 kHz, е окончателно изключен, а на 17 януари 2015 година – унищожен. Любопитен факт е, че първата антена на Радио „Стара Загора“, монтирана от унгарски инженери през 1936 година, е ромбоидната 60-метрова антена „Standart“ – дълго време една от четирите запазени в Европа. Демонтирана е и унищожена на 17 ноември 2014 година.
От 1 ноември 2010 година програмата на радиото сe излъчва в mp3 формат със стандарти 192 kbps, 48 kHz и 96 kbps, 48 kHz.
От 21 юни 2012 година програмата на радиото се излъчва и от предавател на връх Стръмни рид, южно от Кърджали, на честота 90.00 MHz с мощност 1.0 kW. На 22 януари 2015 година спира излъчването на програмата на Радио „Стара Загора“ от предавателя и на следващия ден започва излъчването на програмите на турски език на Радио „България“. На 9 май 2016 година от този предавател стартира излъчването на Радио „Кърджали – Гласът на Родопите“.
От август 2023 г. Радио „Стара Загора“ излъчва в Хасково на честота 94.40 MHz.

## Основаване на деветте регионални станции на БНР
- Радио Варна – 9 декември 1934 г.
- Радио Стара Загора – 21 май 1936 г.
- Радио Пловдив – 31 май 1955 г.
- Радио Шумен – 1 февруари 1973 г.
- Радио Благоевград – 11 декември 1973 г.
- Радио София – 7 юли 2007 г.
- Радио Видин – 1 март 2009 г.
- Радио Бургас – 31 май 2012 г.
- Радио Кърджали – Гласът на Родопите – 9 май 2016 г.

## Предавателна мрежа на ултракъси вълни
| Град (предавателна станция)   | УКВ честота, MHz | мощност, kW |
| ----------------------------- | ---------------- | ----------- |
| Стара Загора (РРТС „Хрищени“) | 88.30            | 1.0         |
| Сливен (РРТС „Карандила“)     | 97.20            | 1.0         |
| Свиленград (РРТС „Шейновец“)  | 107.80           | 1.0         |
| Хасково (РРС „Аида“)          | 94.40            | 1.0         |